# جان ویلیامز واکر
جان ویلیامز واکر (به انگلیسی: John Williams Walker) سناتور سابق عضو حزب دموکرات-جمهوری‌خواه بود. وی در سال ۱۸۱۹ تا ۱۸۲۲ میلادی سناتور ایالت آلاباما در سنای ایالات متحده آمریکا بود.